# Умрейко, Степан Андреевич
Степан Андреевич Умрейко (бел. Сцяпан Андрэевіч Умрэйка; 19 декабря 1908 года—18 июня 1978 года) — советский и российский учёный-педагог, член-корреспондент АПН СССР (1968). Заслуженный педагог БССР (1971).

## Биография
Родился 19 декабря 1908 года в деревне Песочное Минской губернии в крестьянской семье.
В 1921 году поступил в Песочанскую семилетнюю школу.
В 1926 году переехал в Минск, и в 1928 году — окончил двухгодичные учительские курсы при педагогическом техникуме, после чего работал учителем в Копыльском районе, затем работал инспектором районного отдела народного образования.
В 1930 году — назначен заведующим отделом Фрунзенского райкома комсомола города Минска, а затем заведующим отделом редакции республиканской газеты «Чырвоная змена».
В январе 1939 года — назначен начальником управления средних учебных заведений и членом коллегии Наркомпроса БССР.
В 1940 году — заочно окончил исторический факультет Минского государственного педагогического института имени М. Горького.
Участник Великой Отечественной войны (с 23 июня 1941 года), сражался на Западном фронте, был заместителем командира по политчасти, майор. Несколько раз был ранен.
В ноябре 1943 года был отозван из действующей армии и назначен заместителем наркома просвещения БССР, занимался восстановлением школьного образования в республике и повышению уровня обучения.
В ноябре 1948 года по его просьбе переведен на научную работу, его назначили директором НИИ педагогики Министерства просвещения БССР.
После защиты кандидатской диссертации вновь назначен заместителем министра просвещения.
С 1949 по 1964 год совмещал административную и научную работу с педагогической деятельностью, работал старшим преподавателем, доцентом кафедры педагогики Минского педагогического института имени М. Горького.
С июня 1964 года работал в Белорусском государственном университете имени В. И. Ленина, до октября 1972 года заведовал кафедрой педагогики и психологии, одновременно с 1967 по 1974 год был проректором университета. С 1974 и вплоть до самой смерти был профессором-консультантом кафедры педагогики Белорусского госуниверситета.
В 1968 году — избран членом-корреспондентом Академии педагогических наук СССР, состоял в Отделении теории и истории педагогики.
Избирался делегатом Всесоюзного съезда педагогов. Неоднократно участвовал в международных конференциях в сфере образования.
Степан Андреевич Умрейко умер 18 июня 1978 года, похоронен на Восточном кладбище Минска.

## Научная деятельность
Сфера научных интересов: история школы и педагогики в Белоруссии, воспитание молодёжи, развитие образования в Белорусской ССР.
Автор более 100 научных трудов, в том числе ряд монографий.
В 1968 году под его редакцией вышли в свет «Очерки истории развития народного просвещения и педагогической мысли в Белоруссии».
Под его руководством подготовлено 4 доктора и 22 кандидата педагогических наук.

## Награды и звания
- Два ордена Трудового Красного Знамени
- Орден Красной Звезды (1943)
- Медаль «За оборону Москвы»
- Медаль «За победу над Германией в Великой Отечественной войне 1941—1945 гг.»
- Четыре Почётные грамоты Верховного Совета БССР
- Заслуженный учитель БССР (1971)

## Память
- Имя С. А. Умрейко присвоено базовой школе в аг. Песочное Копыльского района Минской области[1]. Одна из экспозиций в школьном музее посвящена С. А. Умрейко.